# Samir Toplak
Samir Toplak (Varaždin, 23 aprile 1970) è un allenatore di calcio ed ex calciatore croato, di ruolo difensore.

## Carriera

### Giocatore
Iniziò la carriera nel Varteks Varaždin e vi trascorse le prime dieci stagioni. Dopo essersi dimostrato uno dei migliori difensori della prima divisione croata, si trasferì al Bochum, squadra militante nella Bundesliga, dove trascorse quattro stagioni, fluttuando tra la prima e la seconda divisione. Tornò al Varteks Varaždin nell'estate del 2002, per l'ultima stagione della sua carriera calcistica ad alto livello.

### Allenatore
Il 4 marzo 2022 viene annunciato come nuovo allenatore del HNK Gorica in sostituzione di Krunoslav Rendulić.
Il 26 agosto seguente viene esonerato in seguito alla sconfitta di campionato per mano dell'Istria 1961 (0-2). Il 10 marzo 2023 prende le redini del Kustošija militante in 1. NL. Il 28 giugno seguente lascia la panchina del Kustošija dopo non esser riuscito ad evitare la retrocessione in 2. NL.

## Statistiche

### Presenze e reti nei club
| Stagione          | Squadra           | Campionato                   | Campionato | Campionato | Coppe nazionali | Coppe nazionali | Coppe continentali | Coppe continentali | altre Coppe | altre Coppe | Totale | Totale |
| Stagione          | Squadra           | Comp                         | Pres       | Reti       | Pres            | Reti            | Pres               | Reti               | Pres        | Reti        | Pres   | Reti   |
| ----------------- | ----------------- | ---------------------------- | ---------- | ---------- | --------------- | --------------- | ------------------ | ------------------ | ----------- | ----------- | ------ | ------ |
| 1992-1993         | NK Varteks        | Prva hrvatska nogometna liga | 27         | 0          | 0               | 0               | 0                  | 0                  | -           | -           | 27     | 0      |
| 1993-1994         | NK Varteks        | Prva hrvatska nogometna liga | 28         | 1          | 0               | 0               | 0                  | 0                  | -           | -           | 28     | 1      |
| 1994-1995         | NK Varteks        | Prva hrvatska nogometna liga | 29         | 0          | 0               | 0               | 0                  | 0                  | -           | -           | 29     | 0      |
| 1995-1996         | NK Varteks        | Prva hrvatska nogometna liga | 24         | 0          | 0               | 0               | 0                  | 0                  | -           | -           | 24     | 0      |
| 1996-1997         | NK Varteks        | Prva hrvatska nogometna liga | 14         | 0          | 0               | 0               | 0                  | 0                  | -           | -           | 14     | 0      |
| 1997-1998         | NK Varteks        | Prva hrvatska nogometna liga | 28         | 1          | 0               | 0               | 0                  | 0                  | -           | -           | 28     | 1      |
| Totale NK Varteks | Totale NK Varteks | Totale NK Varteks            | 150        | 2          | 0               | 0               | -                  | -                  | -           | -           | 150    | 2      |
| 1998-1999         | VfL Bochum        | Bundesliga                   | 23         | 1          | 2               | 0               | -                  | -                  | -           | -           | 25     | 1      |
| 1999-2000         | VfL Bochum        | 2. Fußball-Bundesliga        | 15         | 1          | 1               |                 | -                  | -                  | -           | -           | 16     | 1      |
| 2000-2001         | VfL Bochum        | Bundesliga                   | 10         | 0          | 0               | 0               | -                  | -                  | -           | -           | 10     | 0      |
| 2001-2002         | VfL Bochum        | 2. Fußball-Bundesliga        | 17         | 1          | 1               | 0               | -                  | -                  | -           | -           | 18     | 1      |
| Totale VfL Bochum | Totale VfL Bochum | Totale VfL Bochum            | 65         | 3          | 4               | 0               | -                  | -                  | -           | -           | 69     | 3      |
| 2002-2003         | NK Varteks        | Prva hrvatska nogometna liga | 22         | 0          | 0               | 0               | 1                  | 0                  | -           | -           | 23     | 0      |
| 2003-2004         | NK Varteks        | Prva hrvatska nogometna liga | 0          | 0          | 0               | 0               | 0                  | 0                  | -           | -           | 0      | 0      |
| 2004-2005         | NK Varteks        | Prva hrvatska nogometna liga | 0          | 0          | 0               | 0               | 0                  | 0                  | -           | -           | 0      | 0      |
| Totale NK Varteks | Totale NK Varteks | Totale NK Varteks            | 22         | 0          | 0               | 0               | 1                  | 0                  | -           | -           | 23     | 0      |
| Totale            | Totale            | Totale                       | 0          | 0          | 0               | 0               | -                  | -                  | -           | -           | 0      | 0      |
| Totale carriera   | Totale carriera   | Totale carriera              | 237        | 5          | 4               | 0               | 1                  | 0                  | -           | -           | 242    | 5      |

### Cronologia presenze e reti in nazionale
| Cronologia completa delle presenze e delle reti in nazionale ― Croazia | Cronologia completa delle presenze e delle reti in nazionale ― Croazia | Cronologia completa delle presenze e delle reti in nazionale ― Croazia | Cronologia completa delle presenze e delle reti in nazionale ― Croazia | Cronologia completa delle presenze e delle reti in nazionale ― Croazia | Cronologia completa delle presenze e delle reti in nazionale ― Croazia | Cronologia completa delle presenze e delle reti in nazionale ― Croazia | Cronologia completa delle presenze e delle reti in nazionale ― Croazia |
| Data                                                                   | Città                                                                  | In casa                                                                | Risultato                                                              | Ospiti                                                                 | Competizione                                                           | Reti                                                                   | Note                                                                   |
| ---------------------------------------------------------------------- | ---------------------------------------------------------------------- | ---------------------------------------------------------------------- | ---------------------------------------------------------------------- | ---------------------------------------------------------------------- | ---------------------------------------------------------------------- | ---------------------------------------------------------------------- | ---------------------------------------------------------------------- |
| 20-4-1994                                                              | Bratislava                                                             | Slovacchia                                                             | 4 – 1                                                                  | Croazia                                                                | Amichevole                                                             | -                                                                      | 65’                                                                    |
| 17-8-1994                                                              | Tel Aviv                                                               | Israele                                                                | 0 – 4                                                                  | Croazia                                                                | Amichevole                                                             | -                                                                      | 14’                                                                    |
| Totale                                                                 |                                                                        | Presenze                                                               | 2                                                                      |                                                                        | Reti                                                                   | 0                                                                      |                                                                        |